# Enchente de 1975 em Recife
A enchente de 1975 começou em uma tarde de sol de quinta-feira, e terminou após dois dias na cidade de Recife, capital de Pernambuco. Essa foi uma das piores cheias que já aconteceram na capital. A cidade foi 80% coberta por água. Na época, o prefeito era Augusto Silva Lucena.
No dia, todos os serviços pararam. Foram registradas cento e sete mortes. Pessoas que viveram nessa época relatam que, ainda hoje, o Recife sofre com enchentes e problemas de escoamento de água.
O Recife já havia passado por uma cheia (a de 1966) e passar por outra ainda maior, após 9 anos, foi um pesadelo para os habitantes da cidade.

## Boato
Na mesma época do ocorrido, no dia 21 de julho de 1975, espalhou-se o boato de que as barragens Tapacurá e Margot Fonteyn tinham se rompido, o que levou muitas pessoas a fugir em desespero. Três morreram.